# 東法爾茅斯 (麻薩諸塞州)
東法爾茅斯（英語：East Falmouth）是位於美國麻薩諸塞州巴恩斯特布爾縣的一個普查規定居民點。

## 人口
根據2020年美國人口普查的數據，東法爾茅斯的面積為16.29平方千米，當中陸地面積為14.08平方千米，而水域面積為2.21平方千米。當地共有人口6278人，而人口密度為每平方千米385.39人。